# Nowy Ratusz w Olsztynie
Nowy Ratusz w Olsztynie – siedziba władz Olsztyna od 1915 roku. Znajduje się w Śródmieściu, przy placu Jana Pawła II.

## Historia
Obiekt został wzniesiony w latach 1912–1915 na miejscu rozebranego w 1806 roku Kościoła Świętego Krzyża. Ostateczny kształt budynku osiągnięto w połowie lat 20. XX wieku, po dobudowaniu skrzydła południowo-zachodniego. Obecnie jest siedzibą prezydenta Olsztyna.
Od połowy 2009 roku codziennie w południe i o północy w noc Sylwestrową z wieży ratuszowej jest odgrywany przez trębacza Daniela Rupińskiego hejnał miasta.
- Film prezentujący budynek ratusza

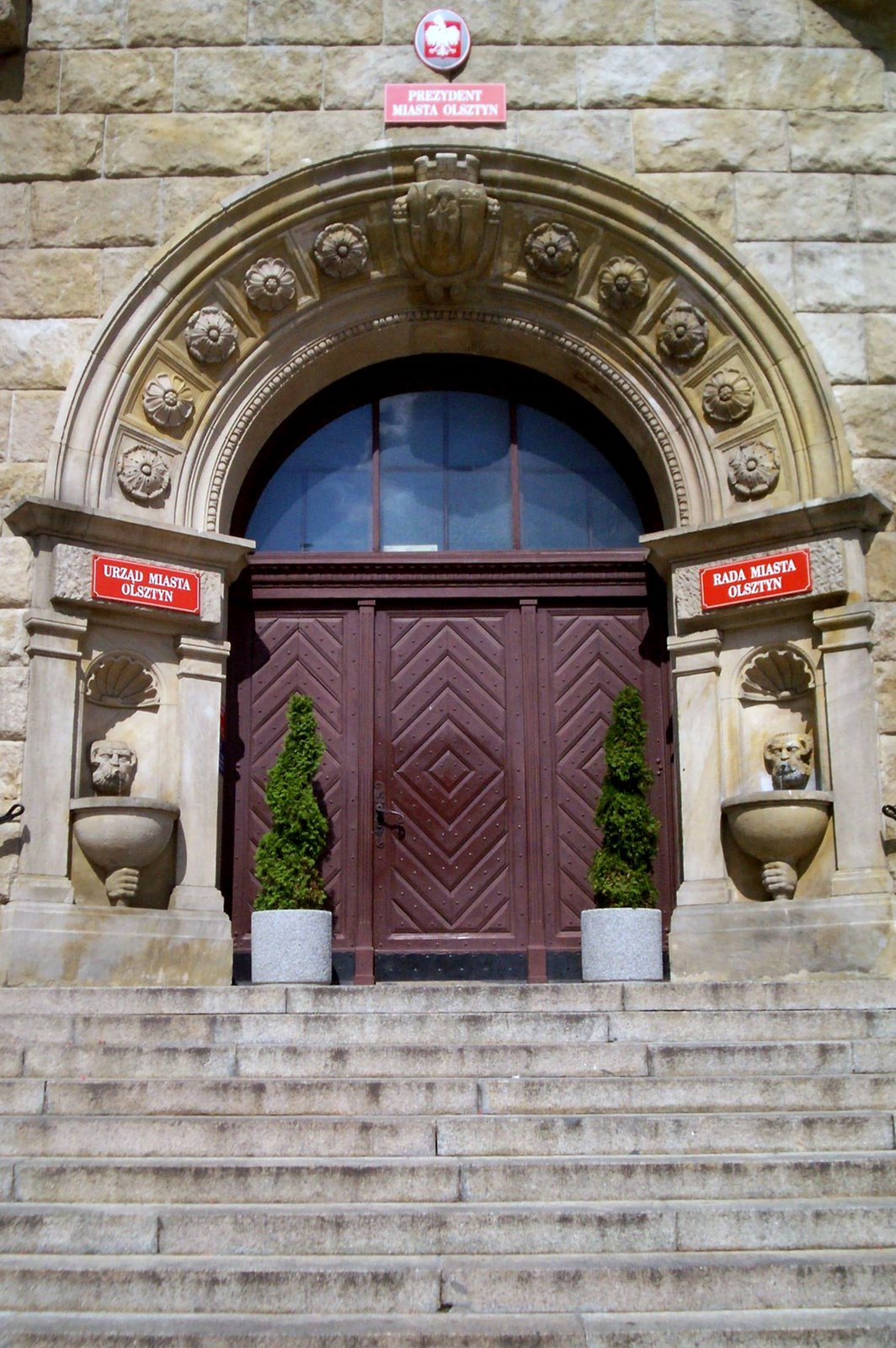
Wejście do ratusza
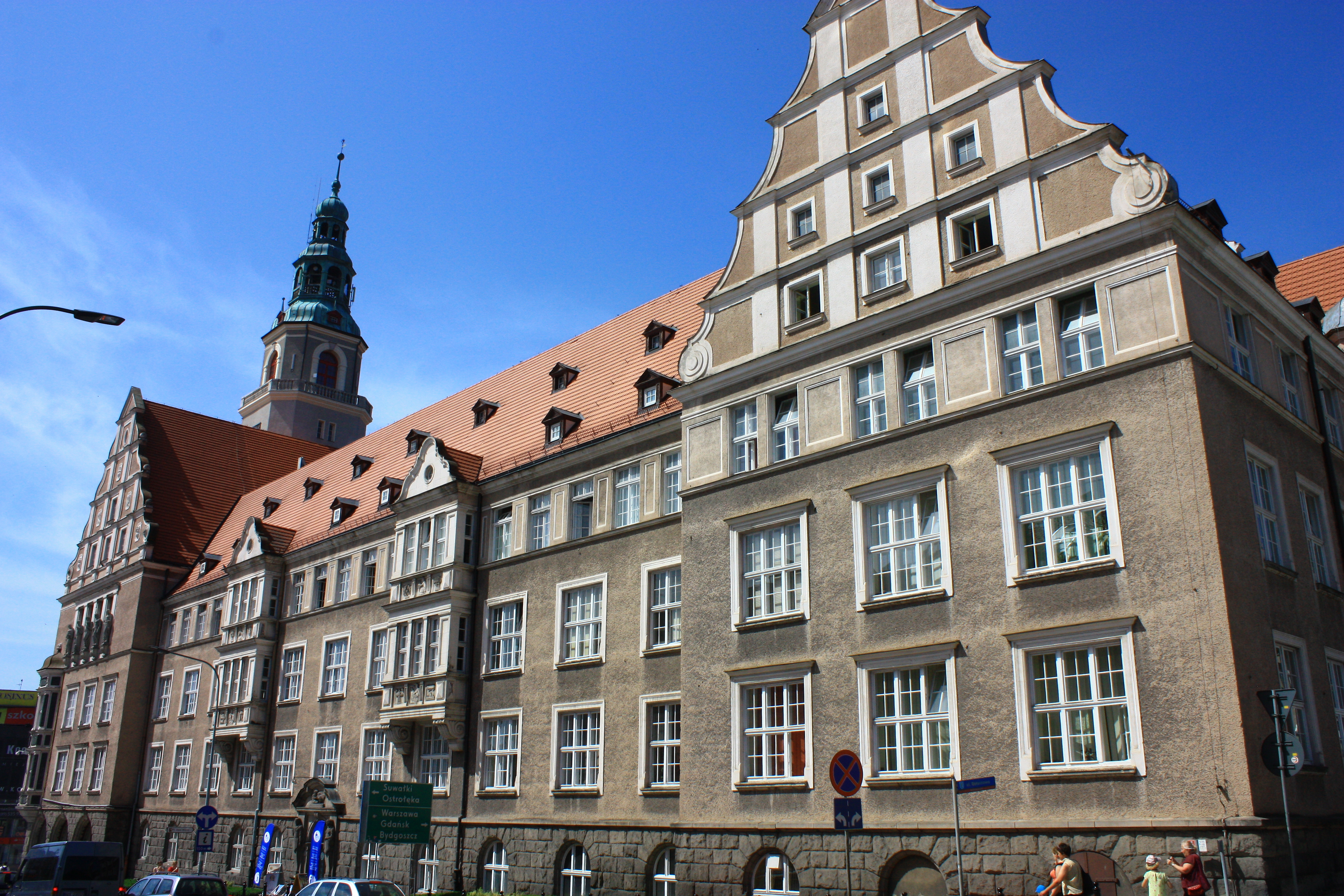
Budynek ratusza